# 蒙莫兰 (上阿尔卑斯省)
蒙莫兰（法語：Montmorin，法語發音：[mɔ̃mɔʁɛ̃]）是法国上阿尔卑斯省的一个旧市镇，位于该省西南部，属于加普区。2017年1月1日，蒙莫兰相邻的另外2个市镇合并为新市镇瓦尔杜勒（Valdoule）。

## 地理
蒙莫兰（44°27'5"N, 5°32'32"E）面积25.86 平方千米，位于法国普罗旺斯-阿尔卑斯-蓝色海岸大区上阿尔卑斯省，该省份为法国东南部内陆省份，北起萨瓦省，西北接伊泽尔省，西南接德龙省，南至上普罗旺斯阿尔卑斯省，东北部与意大利接壤。
与蒙莫兰接壤的市镇（或旧市镇、城区）包括：布吕斯、莱皮讷、穆瓦当、里贝雷、瓦尔德龙。
蒙莫兰的时区为UTC+01:00、UTC+02:00（夏令时）。

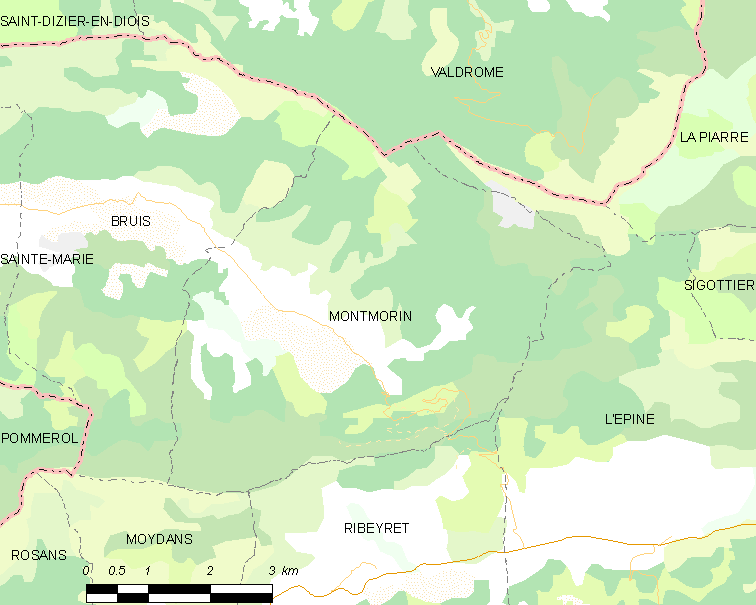
蒙莫兰的OSM定位图

## 行政
蒙莫兰的邮政编码为05150，INSEE市镇编码为05088。

## 政治
蒙莫兰所属的省级选区为塞尔县。

## 人口

1962-2008年间蒙莫兰人口变化图示

蒙莫兰于2018年1月1日时的人口数量为105人。